# Milivoj Pašiček
 Ovo je glavno značenje pojma Milivoj Pašiček. Za druga značenja pogledajte Milivoj Pašiček (novinar, urednik i književnik).
Milivoj Pašiček (Zagreb, 10. lipnja 1946.) hrvatski novinar, urednik i književnik

## Životopis
MILIVOJ PAŠIČEK, novinar i književnik, rođen je u Zagrebu 1946. godine. Osnovnu školu, srednju i studij hrvatskog jezika završio je u Zagrebu. Od najranije mladosti pisao je za školske, omladinske i studentske tiskovine. Od 1974. radi u kući Vjesnik kao reporter i urednik u Areni, urednik Sirene, glavni urednik Romana i stripova, direktor, te glavni i odgovorni urednik VPA (Vjesnikova press agencija).
Uz agencijsku djelatnost, u VPA je kao glavni urednik od 1984. godine potpisivao kultne romane i stripove Alan Ford, Sirius, Laso, Trag, Život i mnoga druga izdanja.
Pokretač je tiražnih revija TOP (1987), Draga, Erotika (1984) i drugih.
Za novinarski rad više je puta nagrađivan, a 1979. godine osvojio Zlatno pero godine Hrvatskog novinarskog društva. Pisao je za Vjesnik, Večernji list, VUS, Start, Studio, Vikend, slovensko Delo i Teleks, slovački Život i mnoge druge novine, časopise i revije. 
Njegova ljubav je i televizija. Bio je suradnik u najpopularnijim televizijskim emisijama Nedjeljno poslijepodne, Sastanak bez dnevnog reda i Kviskoteka. 
Objavljuje priče i pjesme za djecu u časopisima Modra lasta, Radost, Smib, Zvrk, Prvi izbor... Autor je nekoliko kazališnih predstava za djecu, među kojima su najpoznatije Priča o dječaku i psu i Snježni grad, koje su premijerno izvedene u Zagrebačkom kazalištu lutaka, a izašle su i na nosačima zvuka. Objavio je zbirku pripovijedaka za djecu Anđele čuvaru moj (uskoro i treće izdanje). Pjesme i pripovijetke za djecu uvrštene su mu u mnoge čitanke iz književnosti za osnovne škole. 
Objavio je zbirku poezije na kajkavskom dijalektu – Violina mog življenja, a na štokavskom - Ja, onaj s druge strane.
Vlasnik je i glavni urednik Izdavačke kuće Hit press, osnovane 1992. godine, koja je uspješno objavljivala niz revija, časopisa i knjiga. 
Godine 2004. na prijedlog Vlade Republike Hrvatske, Državni Sabor Republike Hrvatske imenovao ga je u Vijeće za elektroničke medije na mandat od pet godina.
Od 2010. godine glavni je urednik i kolumnist portala www.javno.hr
Predsjednik je Udruge Kulturosfera, osnovane 2010. godine s ciljem promicanje hrvatskih kulturnih vrijednosti u zemlji i inozemstvu i borbe protiv svih vidova nekulture.
Od 2013. godine kolumnist je Glasa Slavonije.

## Potpun popis djela
- Anđele čuvaru moj, Epoha, Zagreb, 2006.
- Ja onaj s druge strane, Naklada Stih, 2008.
- Violina mog življenja, Naklada Stih, 2008.

## Vanjske poveznice
- http://www.kulturosfera.hr
- http://www.glas-slavonije.hr/kolumna/51/4266/Sve-boje-nasilja
- http://www.totalinfo.hr